# Diccionario

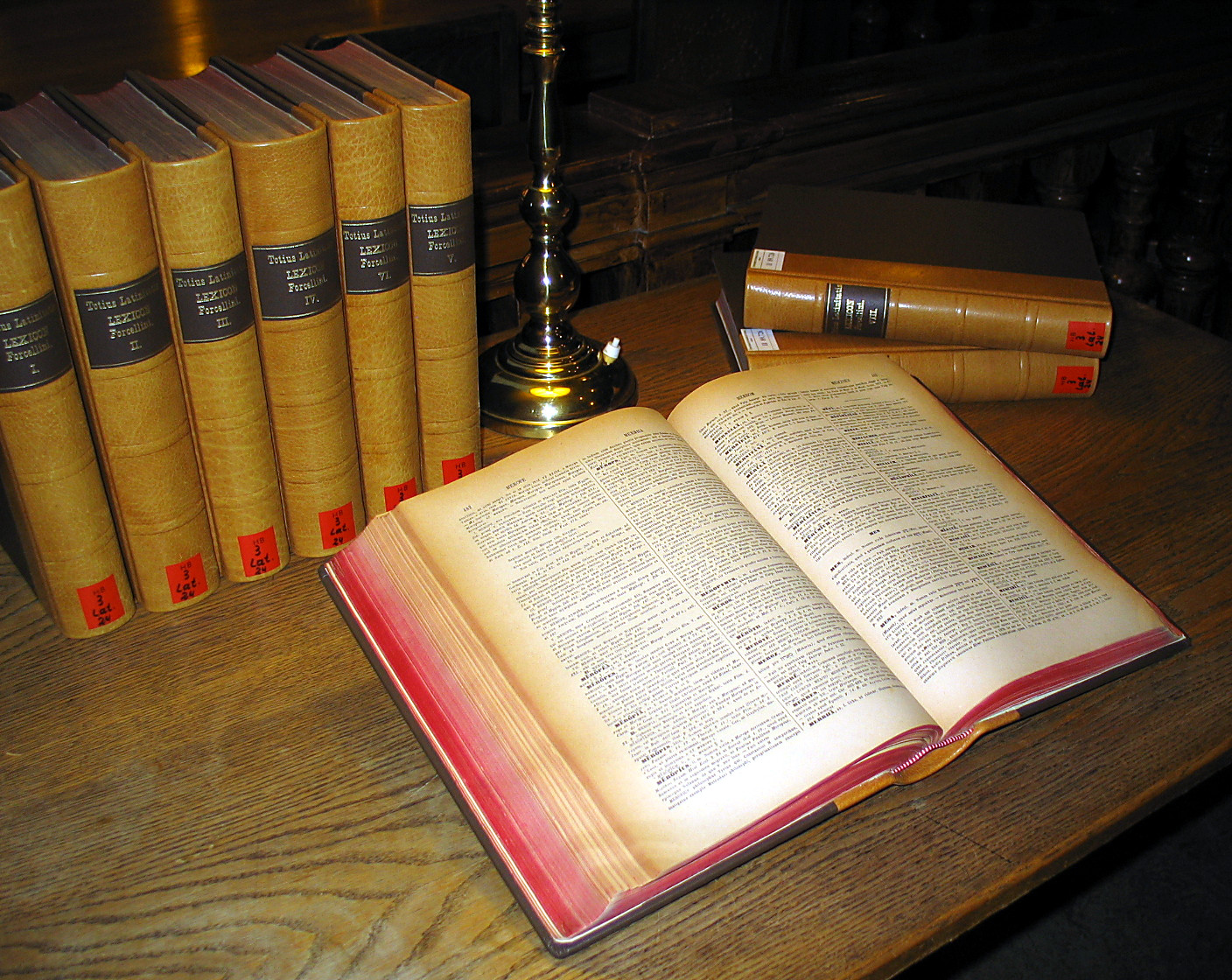
Un diccionario latino multivolumen en la biblioteca de la Universidad de Graz.

Un diccionario es una obra donde se puede consultar palabras o términos y se proporciona su significado, definición, etimología, ortografía, fija su pronunciación, separación silábica y forma gramatical. La información que proporciona varía según el tipo de diccionario del cual se trata. En muchos casos los diccionarios proporcionan el significado de las palabras, su etimología, su escritura, los sinónimos y antónimos.

## Orígenes
Se considera que los primeros diccionarios aparecieron en Mesopotamia. Esta afirmación viene, en gran parte, del descubrimiento de varios textos cuneiformes en la biblioteca de Asurbanipal, en Nínive, que relacionaban palabras sumerias.
Un diccionario chino, el Erya del siglo III a. C., es el diccionario monolingüe más antiguo que se conserva; y algunas fuentes citan el Shizhoupian (probablemente compilado en algún momento entre el 700 a. C. y el 200 a. C., posiblemente antes) como un "diccionario", aunque los estudiosos modernos lo consideran un compendio caligráfico de caracteres chinos de bronces de la dinastía Zhou. 
Filitas de Cos (fl. siglo IV a. C.) escribió un vocabulario pionero Palabras desordenadas (Ἄτακτοι γλῶσσαι, Átaktoi glôssai) que explicaba el significado de palabras raras homéricas y otras literarias, palabras de dialectos locales y términos técnicos. El primer diccionario sánscrito, el Amarakośa, fue escrito por Amarasimha hacia el siglo IV de nuestra era. Escrito en verso, recoge unas 10 000 palabras. 
Según el Nihon Shoki, el primer diccionario japonés fue el desaparecido glosario de caracteres chinos Niina, del año 682. El diccionario japonés más antiguo que existe, el Tenrei Banshō Meigi del año 835, era también un glosario de chino escrito. En el Frahang-i Pahlavig se enumeran los heterogramas arameos junto con su traducción al persa medio y su transcripción fonética en el alfabeto pazend. Un diccionario irlandés del siglo IX, Sanas Cormaic, contiene etimologías y explicaciones de más de 1400 palabras irlandesas. 
En el siglo XII, el erudito turco-karakhaní Mahmud Kashgari terminó su obra "Divan-u Lügat'it Türk", un diccionario sobre los dialectos turcos, pero especialmente el turco karakhaní. Su obra contiene entre 7500 y 8000 palabras y fue escrita para enseñar a los musulmanes no turcos, especialmente a los árabes abasíes, la lengua turca. Al-Zamakhshari escribió un pequeño diccionario árabe llamado "Muḳaddimetü'l-edeb" para el gobernante turco-khwarazm Atsiz. En el siglo XIV se terminó el Codex Cumanicus, que sirvió de diccionario sobre la lengua cumanoturca. 
En el Egipto mameluco, Ebû Hayyân el-Endelüsî terminó su obra "Kitâbü'l-İdrâk li-lisâni'l-Etrâk", un diccionario sobre las lenguas kipchak y turcomanas habladas en Egipto y el Levante. Un diccionario llamado "Bahşayiş Lügati", escrito en turco antiguo de Anatolia, sirvió también como diccionario entre el turco oghuz, el árabe y el persa. Pero no está claro quién escribió el diccionario ni en qué siglo se publicó exactamente. Fue escrito en el antiguo turco de Anatolia del periodo seliúcida y no del periodo otomano tardomedieval. En la India, hacia 1320, Amir Khusro compiló el Khaliq-e-bari, que trataba principalmente de palabras en indostaní y persa.
Los diccionarios árabes se elaboraron entre los siglos VIII y XIV de nuestra era, organizando las palabras por orden de rima (por la última sílaba), por orden alfabético de los radicales o según el orden alfabético de la primera letra (el sistema utilizado en los diccionarios de lenguas europeas modernas). El sistema moderno se utilizaba sobre todo en los diccionarios especializados, como los de términos del Corán y los hadices, mientras que la mayoría de los diccionarios de uso general, como el Lisan al-Árabe (siglo XIII, que sigue siendo el diccionario de árabe a gran escala más conocido) y el al-Qamus al-Muhit (siglo XIV) enumeraban las palabras según el orden alfabético de los radicales. El Qamus al-Muhit es el primer diccionario práctico en árabe que incluye solo palabras y sus definiciones, eliminando los ejemplos de apoyo utilizados en diccionarios como el Lisan y el Oxford English Dictionary.

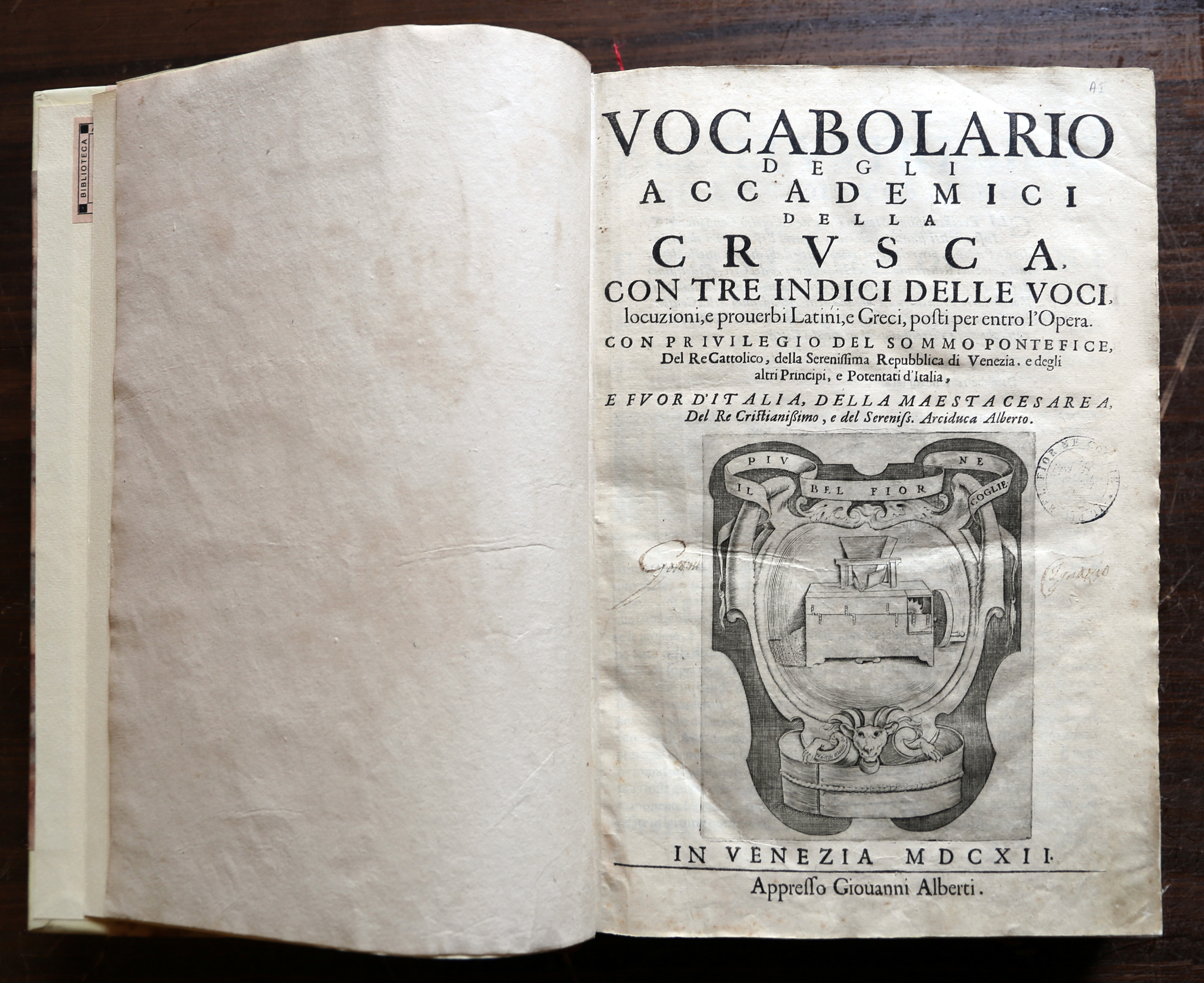
Vocabolario dell'Accademia della Crusca, 1612

## Tipos
Existen varios tipos de diccionarios, según su función y su uso:

### Normativo

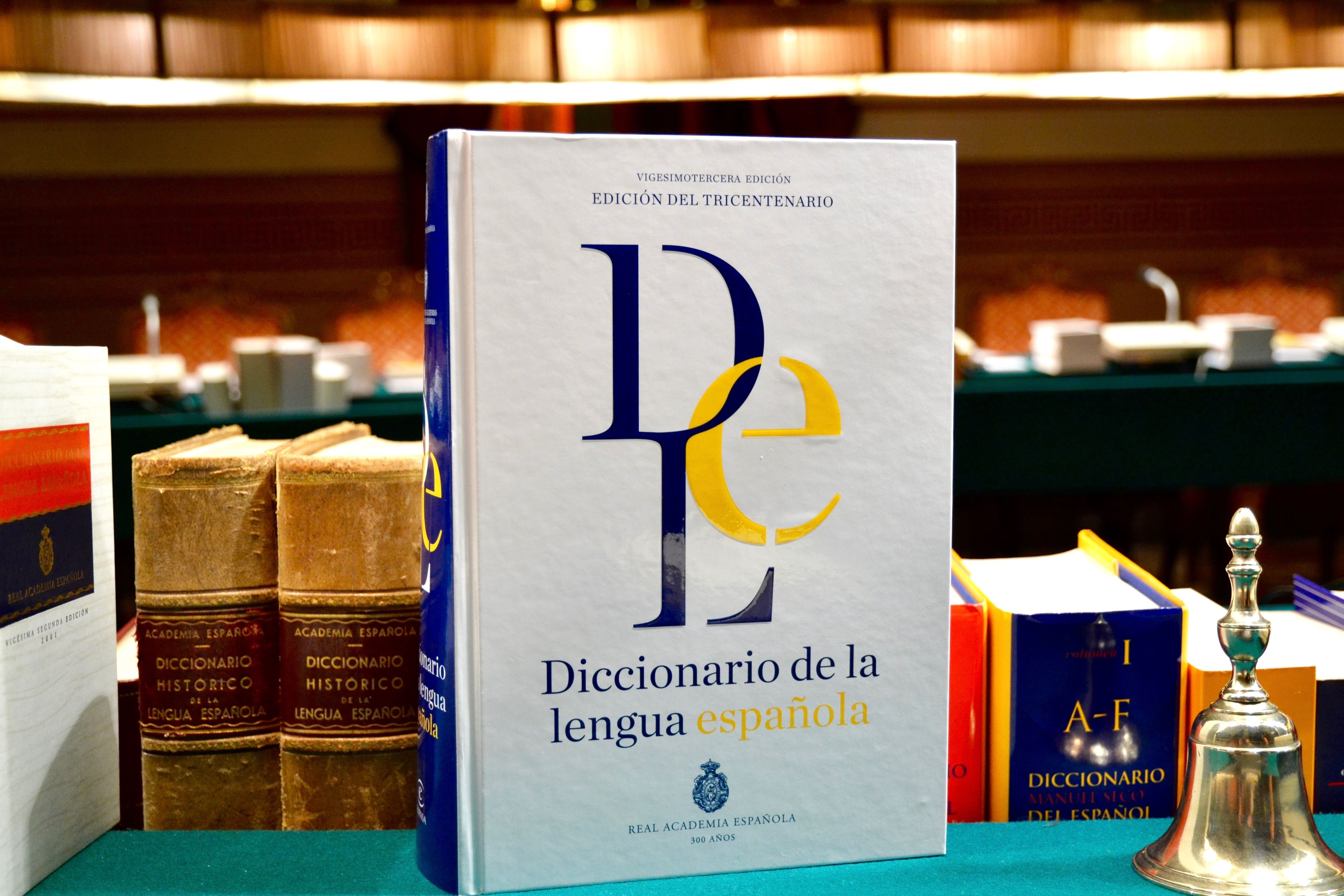
El Diccionario de la lengua española (DLE) es el referente normativo en todo el mundo hispanohablante

En ellos se recogen términos que se consideran correctos según la norma. Para la lengua española, el referente es el Diccionario de la lengua española (DLE), de la Real Academia Española, elaborado conjuntamente por las veintitrés de Academias de la Asociación de Academias de la Lengua Española. El Diccionario del estudiante es la obra de referencia para los estudiantes de secundaria y bachillerato.

### De uso práctico
Recogen acepciones en las palabras que no son reconocidas por el órgano competente (como la Real Academia Española) pero que, sin embargo, se usan ampliamente en la sociedad. Es el caso, por ejemplo, del Diccionario de uso del español  (DUE), de María Moliner; del Diccionario Clave, de Concepción Maldonado; y del Diccionario de uso del español actual (DEA), de Manuel Seco, Olimpia Andrés y Gabino Ramos.

### Monolingües
En ellos se explica brevemente el significado de las palabras de una determinada lengua. Estos diccionarios no contienen, a diferencia de los bilingües, definiciones que incluyen equivalentes en otras lenguas.

### Etimológicos
Son los diccionarios donde se detalla el origen de las palabras de una determinada lengua. Quizá el diccionario etimológico más prestigioso de la lengua inglesa es el Oxford English Dictionary. Quizá el diccionario etimológico más célebre (aunque ya no es el más actualizado) de la lengua española es el Tesoro de la lengua castellana o española (1611), obra de Sebastián de Covarrubias y Orozco, que no es solo diccionario etimológico, sino que aporta muchísimos datos históricos de la lengua utilizada en su época.

### De sinónimos y antónimos
Estos diccionarios relacionan palabras con las de significado similar (sinónimos) y con las de significado opuesto (antónimos), para facilitar la elección de estas al redactar textos. Los más sencillos se limitan a dar una lista de palabras para cada entrada, pero algunos más complejos indican además las diferencias de matiz con la palabra buscada, sin llegar a ser un tesauro (véase más adelante); no todas las palabras tienen antónimos. En algunos casos, los diccionarios de sinónimos y antónimos también incluyen parónimos.

### De gramática
En estos diccionarios no se ordenan palabras, sino estructuras gramaticales. Su uso principal es para personas que están aprendiendo un idioma extranjero, ya que les permite buscar estructuras gramaticales de un texto y consultar en ellos su significado y construcción.

### De dudas

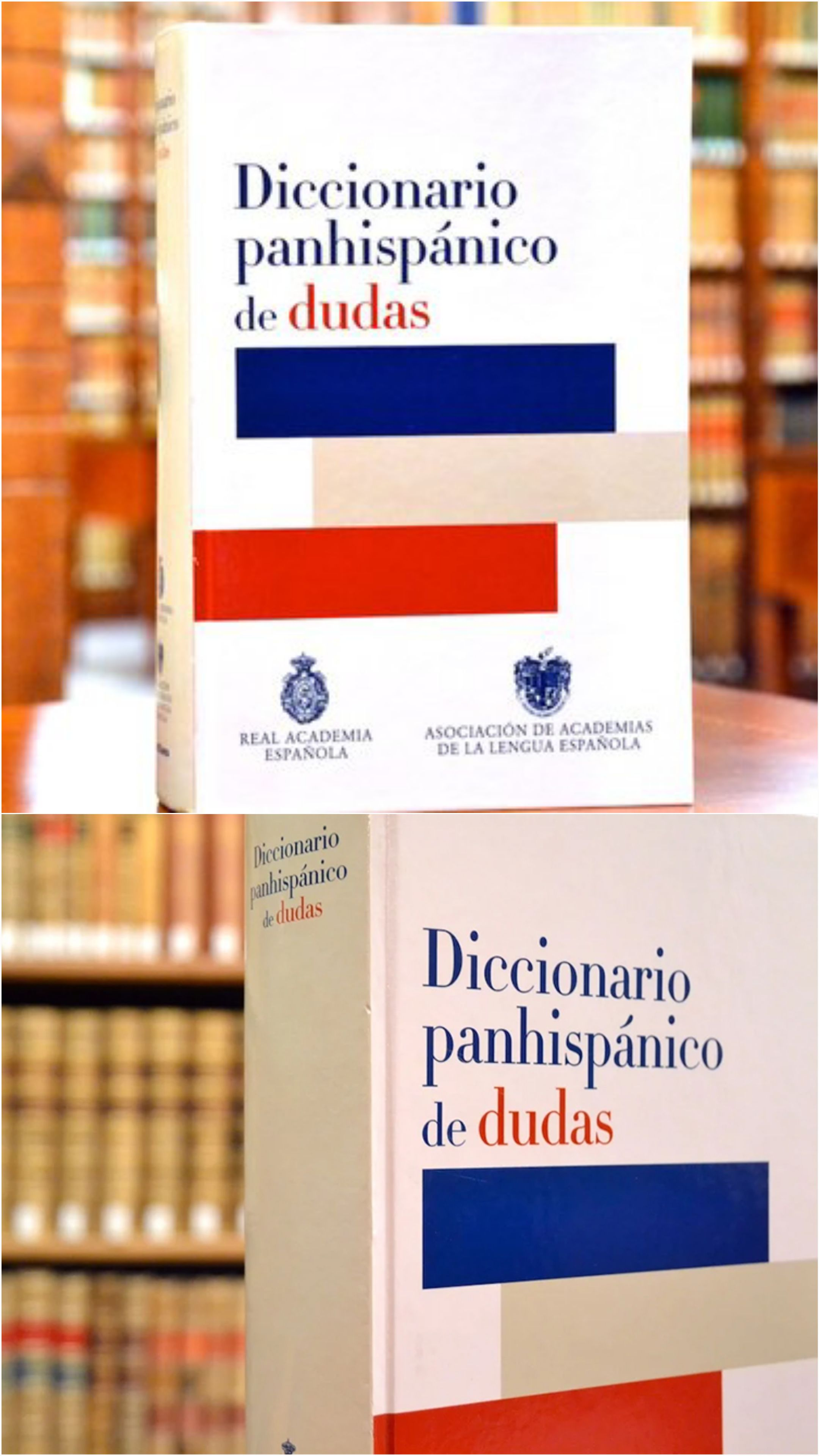
El DPD tiene como único fin resolver dudas que surgen en cuanto al uso del idioma español.

Recogen palabras y frases que con frecuencia se usan de forma incorrecta por error o por costumbre. Estos diccionarios ayudan a un redactor o escritor a usar los términos correctos, sin dejarse llevar por el significado popular. A diferencia del diccionario de uso práctico anterior, su objetivo no es dar a conocer el uso vulgar de una palabra, sino advertir de este, y proponer alternativas adecuadas para fines específicos.

### Bilingües
Diccionarios que consisten en traducir una palabra de un idioma a otro, por ejemplo, del español al inglés y viceversa. Generalmente se usan cuando se estudia un idioma diferente al idioma materno o cuando se busca una palabra que se escribe o habla en otro idioma y que no se conoce en el idioma materno.

### De aprendizaje
Son diccionarios elaborados para estudiantes nativos o extranjeros. En ellos se ofrecen definiciones más sencillas que en diccionarios concebidos para el público general y se aporta mayor información sintagmática y paradigmática en los artículos. El número de ejemplos proporcionado por cada lema también es mayor. Un ejemplo de diccionario de aprendizaje para hablantes nativos del español es el Diccionario del estudiante, ya mencionado. Algunos diccionarios de aprendizaje para estudiantes de español como lengua extranjera son el Diccionario para la enseñanza de la lengua española, de Vox-Universidad de Alcalá (DIPELE); el Diccionario Salamanca de la lengua española, de Santillana; el Diccionario de español para extranjeros, de SM; y el Diccionario para estudiantes de español, de Espasa.

### Especializado
Se trata de diccionarios que están dedicados a palabras o términos que pertenecen a un campo o técnica determinados como, por ejemplo, la informática, la jardinería, la ingeniería, la computación, la genética, la heráldica, la gastronomía, el lenguaje SMS, los pesos y medidas, las abreviaturas, etc. Proporcionan breve información sobre el significado de tales palabras o términos. Pueden ser también diccionarios de idiomas en los que se indica la traducción a otra lengua o a otras lenguas de las palabras o términos que incluyen.

### Inverso o de rimas
Son diccionarios de la lengua con la particularidad de que están ordenados alfabéticamente según las últimas letras de cada palabra, en vez de las primeras. Su uso principal es buscar palabras que rimen con otra(s), para la redacción de poemas y versos. Algunos diccionarios inversos reducidos no incluyen definiciones, sino solo la lista de palabras ordenadas de esta forma.

### Tesauro
Los tesauros son obras en las que se relacionan numerosas palabras que guardan una relación más o menos directa con la palabra u objeto de consulta. No son, pues, diccionarios de sinónimos, ya que estos últimos incluyen únicamente palabras con un significado similar y equivalente.

### Ideológico o de ideas afines
Se localizan las palabras según su asociación a una idea. Se parte de ideas generales y se va concretando hasta llegar a una lista de palabras entre las que se encontrará la buscada. Se diferencia del tesauro en que en aquel las palabras se relacionan con palabras con alguna relación, mientras que en este las palabras se agrupan con ideas. Por ejemplo, para localizar el nombre de un cierto color verde que no se recuerda se busca en el grupo "naturaleza"; dentro de este, en el grupo "luz"; dentro de este, en el grupo "color", luego en el grupo "verde" y ahí, entre otros, se encuentra "glauco", un tono específico de verde.

### Diccionario analógico conceptual
Es una especie de tesauro. Sus características hacen que se presenten en formato electrónico (DVD o página web). Se llama conceptual porque el acceso se realiza por medio de conceptos, no solo por medio de palabras. Por ejemplo, demasiado cansada para es un concepto multipalabra. Esta característica hace que la accesibilidad sea fácil para el usuario común.

### Visual o de imágenes
En un diccionario visual, se utilizan principalmente imágenes para ilustrar el significado de las palabras. Los diccionarios visuales pueden organizarse por temas o por lista alfabética de las palabras. Para cada tema, una imagen se etiqueta con la palabra correcta, con objeto de identificar cada componente del tema en cuestión.

### Enciclopédico
El diccionario contiene información más específica y detallada y abarca temas mucho más amplios como, por ejemplo, acerca de países, continentes, océanos, personas famosas; también puede mencionar cómo se escribe cierta palabra en otros idiomas. No debe confundirse un diccionario enciclopédico con una enciclopedia. El primero tiene información breve sobre el significado de un término. Una enciclopedia proporciona mucha información relacionada con cada entrada o artículo, no solo una definición. Wikipedia es ejemplo de un tipo específico de enciclopedia: la enciclopedia en línea que pueden modificar los propios usuarios.
Los diccionarios son tradicionalmente libros. Sin embargo, también existen diccionarios en soporte digital, como CD y DVD, y se pueden consultar algunos en Internet. También se han popularizado los diccionarios electrónicos portátiles, como una aplicación dentro de un teléfono o consistentes en un pequeño dispositivo independiente con pantalla y teclado, que suele contener varios diccionarios en su interior.

## Partes
Las partes de un artículo en un diccionario son las siguientes:
- Entrada: División inicial del artículo, escrita como lema en letra negrita y que presenta la unidad léxica buscada. Se compone de dos partes: vocablo (o la mejor versión que represente la forma de palabras), y las instrucciones o indicaciones de uso.
- Pronunciación: Método previo al habla, para gesticular la lengua, y formar con la lectura adquirida, las palabras habladas, dependiendo del idioma del país nativo.
- Etimología: Origen de las palabras, razón de su existencia, de su significado y de su forma.
- Categoría gramatical: Cada una de las clases de palabras establecidas en función de sus propiedades gramaticales. Las categorías fundamentales son el artículo, el sustantivo, el adjetivo, el pronombre, el verbo, el adverbio, la preposición, la conjunción y la interjección.
- Definición: Delimitación en conceptos. Suele estructurarse en conceptos primitivos o que han evolucionado con el tiempo, llegando estos últimos a alterar la longitud de la definición, aún cuando su significado fundamental se mantiene intacto. Se utiliza, para aclarar el significado fundamental que puede ser desconocido o confuso, para algunas personas, y, una vez estructurada, permite más comprensión en la palabra y facilita su uso en diferentes aspectos habituales.
- Acepción: Cada uno de los significados de una palabra o expresión de lengua, según los contextos o sentidos en muestra, y contienen distinto entendimiento al término o artículo encontrado. Si no están numeradas en negritas, están separadas por una doble barra.
- Locuciones o frases hechas: Entorno o grupo de palabras que forman una unidad léxica legible y estable, con significado propio, en los que está incluida la palabra que se explica.
- Indicaciones sobre su uso: Construcción de normas lingüísticas que indican al usuario cómo entender y expresar el contenido, para el buen uso de las palabras o partes internas y evitar confusiones, preferentemente no corregidas por falta de aprendizaje. A su vez, muestran ejemplos escritos en cursiva, para concretar el significado bajo un contexto descrito, si el artículo encontrado aún es ilegible.
- Sinónimos y antónimos: Términos que pueden vincularse explícitamente por su significado, mínimo uno. El término recíproco o antónimo se puede vincular con otro, pero de forma explícitamente contraria a su significado.

En un diccionario común, un artículo común está compuesto por el lema, la etimología, la definición clave, las acepciones, locuciones, y ejemplos. El orden de entrega de las divisiones de un artículo puede variar entre diccionarios, para permitir una amplia diferenciación, pero los conceptos generales no son alterados, aún cuando no todos los conceptos están evolucionados. Algunos diccionarios incluyen, además de estas secciones, información adicional como sinónimos, antónimos, usos regionales o usos especializados de un término, descritos anteriormente, aún si esta información adicional está escrita previa o posterior a la sección de búsqueda y lectura de las palabras encontradas. Sin importar la estructura final de la cual los artículos no están o sí repartidos en todas las piezas pertinentes, cada información de un diccionario puede ser siempre útil, para comprender el contexto y el uso adecuado de un término en particular. Además, algunos diccionarios que contienen pronunciaciones, pueden estar escritas o grabadas, lo cual puede ser de gran ayuda para aquellos que tienen dificultades para pronunciar correctamente algunos términos.

## Invención del diccionario monolingüe de definiciones

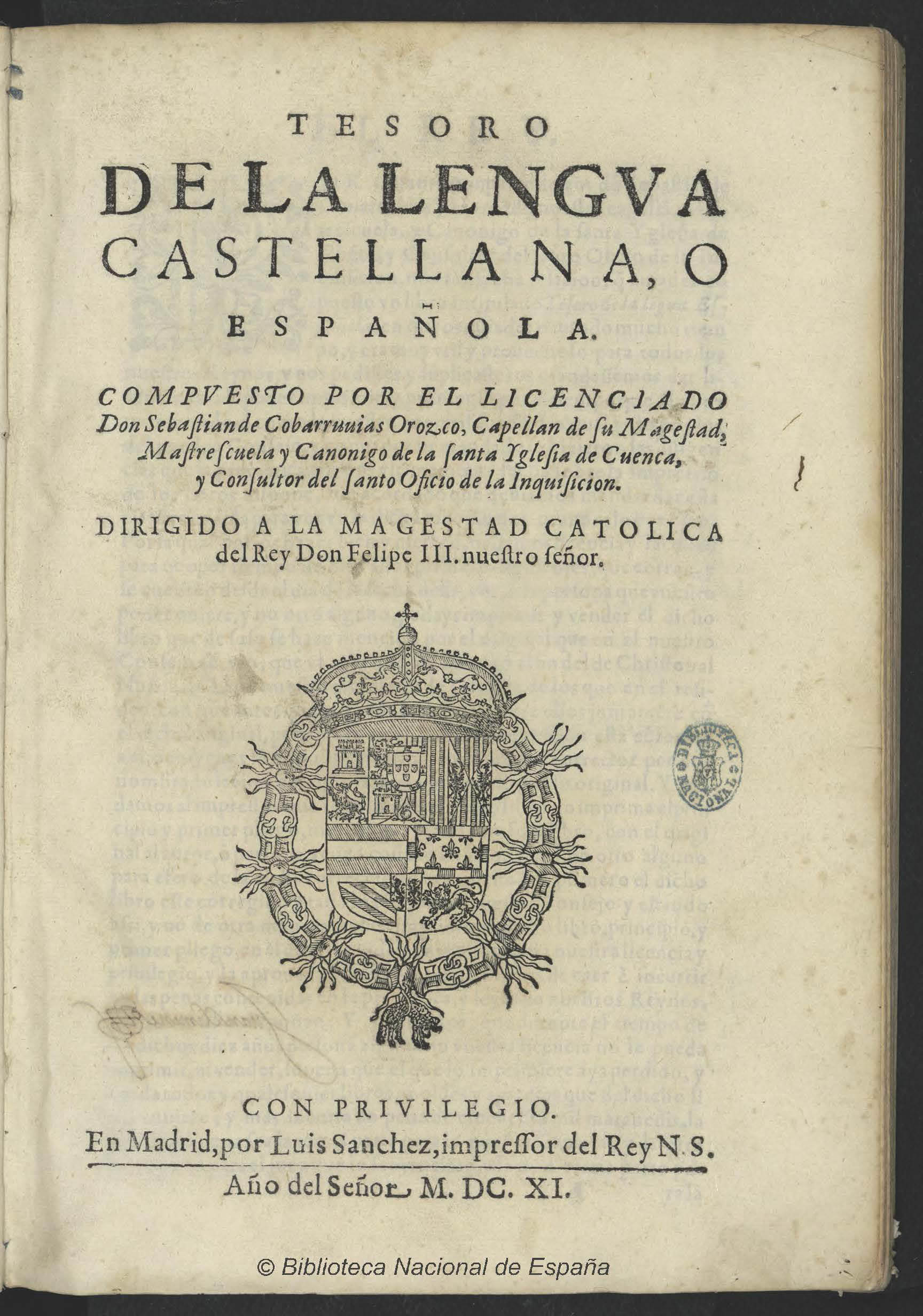
Portada del Tesoro de la lengua castellana, de Covarrubias, de 1611. Biblioteca Nacional de España.

El primer diccionario europeo dedicado íntegramente a una lengua viva y que ofrece una definición para cada entrada fue el Tesoro de la lengua castellana o española de Sebastián de Covarrubias publicado en 1611. La lengua italiana fue la primera en tener un diccionario monolingüe escrito por una academia lingüística: el Vocabolario dell'Accademia della Crusca, cuya primera edición apareció en Florencia en 1612. En francés, no fue hasta César-Pierre Richelet que apareció el primer diccionario monolingüe en francés (1680). La lengua inglesa, aunque dotada de varios diccionarios, tendrá que esperar hasta 1755 para dotarse de un diccionario exhaustivo de la lengua inglesa con el Dictionary of the English Language, publicado el 15 de abril de 1755 por Samuel Johnson.